# Ridgeway, Wisconsin
Ridgeway là một làng thuộc quận Iowa, tiểu bang Wisconsin, Hoa Kỳ. Năm 2006, dân số của làng này là 689 người.